# 加里森 (北达科他州)
加里森（英語：Garrison），是美国北达科他州下属的一座城市。根据2010年美国人口普查，该市有人口1,453人。2011年估计该市有人口1,470人，相对于2010年，增长率为1.17%。